# راي وو
راي وو (بالإنجليزية: Ray Wu) هو عالم أحياء جزيئية وعالم وراثة وأحيائي أمريكي، ولد في 14 أغسطس 1928 في بكين في الصين، وتوفي في 10 فبراير 2008 في إثاكا في الولايات المتحدة.